# Malá Strana

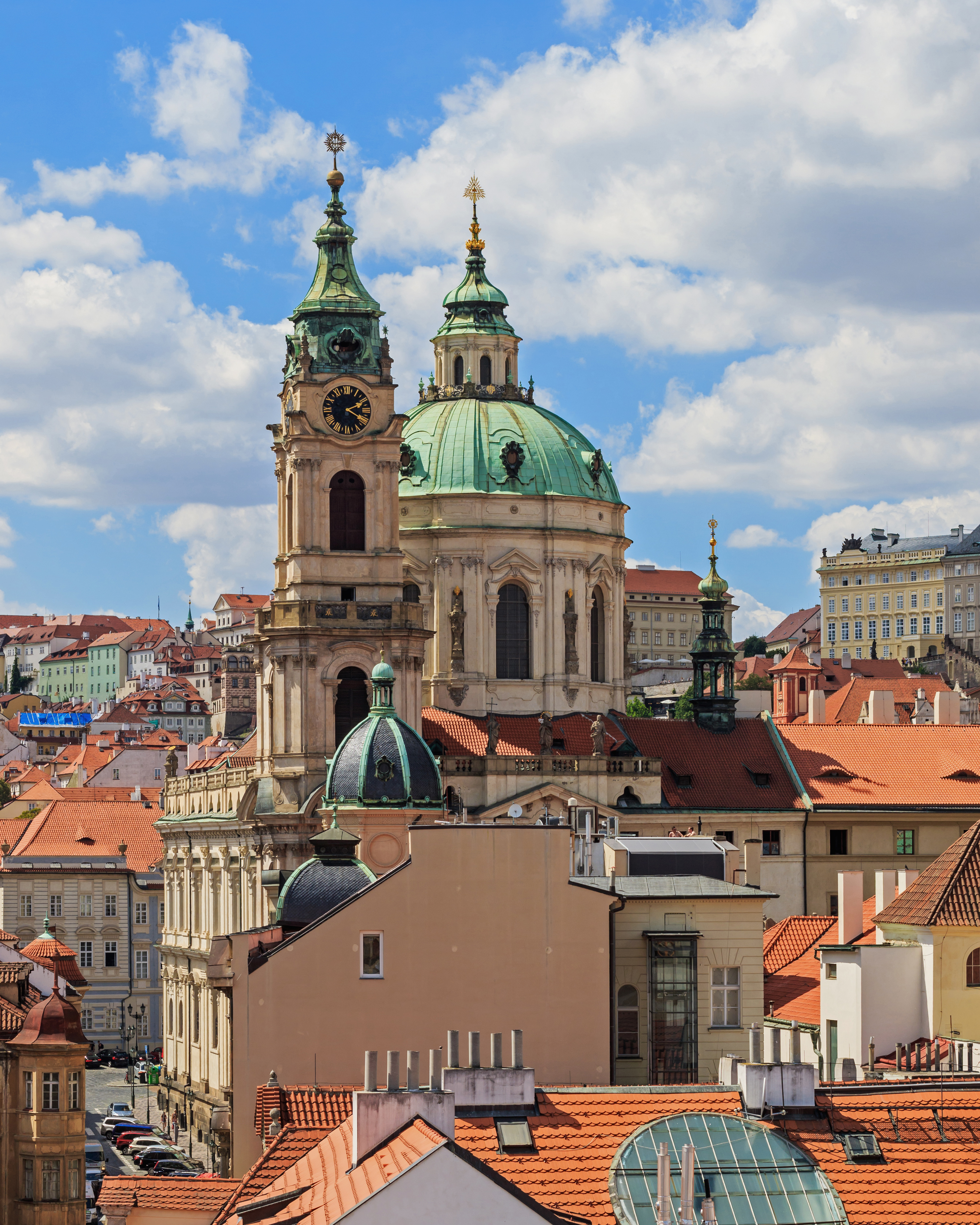
Iglesia de San Nicolás en Malostranské náměstí (Plaza de la Ciudad Pequeña).

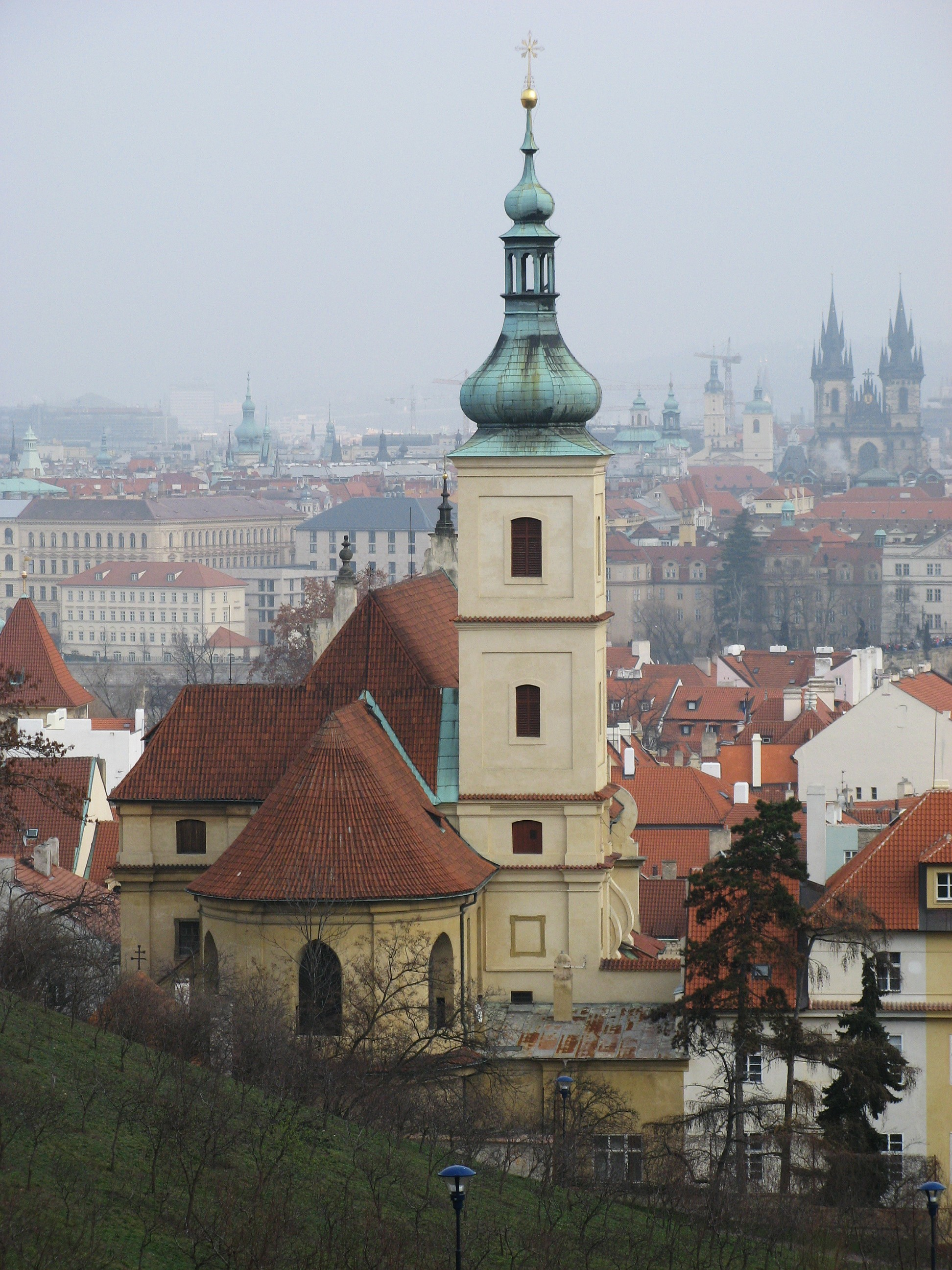
Iglesia de Nuestra Señora Victoriosa, donde se encuentra el Niño Jesús de Praga.

Malá Strana (cuyo significado literal es "Lado Pequeño", aunque frecuentemente se lo traduce como "Pueblo Pequeño", "Barrio Pequeño", o "Ciudad Pequeña") es el nombre original y actualmente también el oficial de la zona antes llamada Menší město pražské ("El Distrito Pequeño de Praga"), uno de los distritos más antiguos y de mayor representación histórica en Praga.
El nombre de este distrito se debe a su posición en la ribera izquierda del río Moldava, en las lomadas que se encuentran a los pies del Castillo de Praga, en oposición a los asentamientos de mayor tamaño que se encontraban al otro lado del río.
El famoso novelista checo Jan Neruda nació y vivió gran parte de su vida en este lugar, y varias de sus obras tratan sobre Malá Strana. La calle Nerudova lleva su nombre en honor a él.
Entre otras atracciones de la ciudad de Praga, la torre de observación de Petřín se encuentra en Malá Strana. También en esta zona está la famosa imagen del Niño Jesús de Praga, en el interior de la iglesia de Nuestra Señora Victoriosa. La devoción de millones de católicos ha hecho que esta iglesia sea un importante punto de interés en la ciudad.

## Historia
En la antigüedad, Malá Strana fue llamada Malé Město Pražské (La pequeña de ciudad de Praga). Malé Město Pražské fue creado en 1257 por una amalgama de asentamientos que se extendían bajo el castillo de Praga, constituyendo una única unidad administrativa. Esto fue bajo el reinado de Otakar II de Bohemia. El reciente fundado núcleo obtuvo el permiso de ser una población real y varios privilegios más. Los residentes eran en su mayoría artesanos alemanes invitados por el rey. A pesar del estatus real, el rey no controlaba la ciudad al completo. A mediados del siglo la ciudad cambió su nombre a Malá Strana. 
Durante la Edad Media, Malá Strana fue el centro más importante de las etnias alemanas establecidas en Praga. También fue el sitio de asentamiento de varios palacios de la nobleza, en contraposición a los pueblos de la ribera derecha que, comparativamente, eran más burgueses.

## La perla del Barroco
El barrio recibe el apodo de la perla del barroco, debido a la gran influencia de este estilo en sus palacios y calles. La influencia italiana es notable, existió un barrio italiano del cual la calle Vlašska recibió su nombre.
El barrio cuenta con numerosos palacios. La proximidad del castillo de Praga incito a los nobles a instalarse en él y mostrar su poderío. Tras el incendio de 1541 se abrieron nuevos espacios, que permitieron su desarrollo. Podemos admirar numerosos palacios renacentistas o barrocos, hoy en día, e iglesias cuyo director de obra siguió una arquitectura basada en la Contrarreforma como la iglesia de San Nicolás de Malá Strana.
La mayor parte de estos palacios hoy en día son embajadas:
- Palacio Kounic, construcción rococó de 1773-1775 (Serbia).
- Palacio Turba, construcción rococó (Japón).
- Palacio Buquoy, construido en 1738 (Francia).
- Palacio del Gran prior de la orden de Malta (Orden de Malta).
- Palacio Lobkowicz (Alemania).
- Palacio Furstenberg (Polonia).
- Palacio Thun, construcción barroca del siglo XVIII (Gran Bretaña).
- Palacio Thun-Hohenstein, construida de 1721 a 1726 (Italia).

- Wikimedia Commons alberga una galería multimedia sobre Malá Strana.

- Datos: Q753289
- Multimedia: Malá Strana / Q753289